# Karl Käser
Karl Käser également connu comme Carl Kaeser,, né le 22 avril 1874 à Wehr et mort le 16 août 1904 à Plauen est un coureur cycliste sur piste allemand qui a couru entre 1896 et 1904 dans toutes les disciplines du cyclisme sur piste.

## Biographie
Durant les années 1895-1898, Karl Käser réside à Bâle où il s’impose comme une des vedettes du vélodrome du Landhof. À partir de 1900, il part s'installer à Berlin avec Emil Dörflinger.
Käser participe principalement à des courses de cyclisme sur piste en Allemagne, mais également à des compétitions aux États-Unis, notamment les six Jours de New York où il finit 4e en 1900 avec Fritz Ryser, 6e aux six Jours de Boston la même année. Il abandonne aux six Jours de New York en 1902, associé à Jean Gougoltz, victime d’une chute.  
Il court pour l'Allemagne aux Jeux olympiques d'été de 1900 dans trois épreuves différentes pour les professionnels, le sprint, le sprint en tandem avec Emanuel Kudela et le 3 000 mètres. Il est qualifié pour les championnats du monde de vitesse des professionnels 1901, et participe au Grand Prix de Paris à la Cipale la même année, où il est demi-finaliste.
À partir de 1903, Karl Käser se reconvertit dans le demi-fond plus lucratif. En juillet, il bat Alfred Görnemann le champion du monde de demi-fond amateur 1902.
En 1904, Käser est entraîné par Reimers. Il vient courir au vélodrome d'hiver la même année.
Käser meurt le 16 août 1904 des suites d'une chute, deux jours plus tôt, lors des demi-finales du Grand Prix de Plauen entre lui et Thaddäus Robl. Il aurait touché avec sa roue avant la moto de son frère cadet Joseph qui l’entraînait. Selon d’autres versions, c’est l’éclatement d’un pneu qui aurait entraîné sa chute terrible. Il utilisait un pneu de 24 pouces sur une roue de 22 pouces et quelques instants avant son accident mortel, il venait de retirer son casque,,,.

## Palmarès sur route
- 1896 : 3e du Championnat de Suisse
- 1902 : 2e de Romanshorn-Genève[17]

## Palmarès sur piste

### Championnats d'Europe
- 1898
  -  Médaillé de bronze Championnat Européen 10 km
- 1900
  -  Médaillé d'argent Championnat Européen 10 km

### Autres
- 1899 : 1e Course internationale au vélodrome du Landhof à Bâle
- 1901 : 2e Prix de la Finance, 1500 m en tandem avec Emanuel Kudela, dans le cadre du Grand Prix de Paris[7]
- 1902 : 1e en tandem avec Guus Schilling et 1e course scratch de 666m à Copenhague[18]
- 1902 : 1e en tandem avec Ellegaard au Parc des Princes
- 1903 : 3e Petite Roue d'Or de Friedenau[19]
- 1903 : Course de l'heure à Friedenau[20].
- 1903 : 3e Grand Prix de Berlin à Friedenau[21]
- 1903 : 2e Bol d'Or de Berlin[22]
- 1904 : 1e au premier 90 km (sur 3) derrière moto au vélodrome d'hiver à Paris[23],[24].
- 1904 : 3e Course à handicap par équipe de deux sur 1500 m au vélodrome d'hiver avec Emil Dörflinger[25]
- 1904 : 1e Course scratch au vélodrome d'hiver devant Bourrotte[26]
- 1904 : 1e Course scratch au vélodrome d'hiver devant Rütt[27]
- 1904 : 1e Course à handicap sur 550 m au vélodrome d'hiver[28]
- 1904 : 1e Course scratch au vélodrome d'hiver[28]
- 1904 : 1e Course avec entraîneur à moto à Saint-Petersbourg[29].
- 1904 : 1e Championnat manège Michel à Saint-Petersbourg[29].
- 1904 : 2e Petite Roue d'Or de Friedenau[30]
- 1904 : 1e course de demi-fond,  20 et 50 km, inauguration de la piste de Leipzig[31]

## Vie privée
Il épouse la sœur d'Emil Dörflinger seulement deux mois avant sa mort mais ils se connaissaient très probablement depuis longtemps.